# ゴレスターン条約
ゴレスターン条約（ゴレスターンじょうやく、ロシア語: Гюлистанский договор、ペルシア語: عهدنامه گلستان）は、アゼルバイジャンのゴレスターンにて、ロシア帝国とカージャール朝によって1813年10月24日（ユリウス暦では12日）に締結された、ザカフカス地方の領有権を巡る条約。

## 概要
当地を巡って1804年以降、断続的に発生していたロシア帝国とカージャール朝の第一次ロシア・ペルシア戦争は、アスラーン・デジュの戦いでロシア帝国が勝利して大勢が決し、カージャール朝はアラス川以北の地域をロシアに割譲し、グルジアに対する主権を放棄した。
イギリスの調停仲介をきっかけとして1813年に結ばれたゴレスターン条約によってカスピ海の航行権をロシアに認め、アゼルバイジャン地域のロシア化が進むきっかけとなった。

## 影響
これによりカージャール朝は大規模な土地基盤を失ったが、1826年にイギリスも介入して第二次ロシア・ペルシア戦争が勃発することとなる。しかしここでも敗北したカージャール朝は後の1828年のトルコマンチャーイ条約にてさらに北アーザルバーイジャーン、アルメニアを失うこととなる。